# René Besset
Pour les articles homonymes, voir Besset (homonymie).
René Besset, né à Lyon le 3 mai 1900 et mort à Paris le 9 octobre 1980, est un peintre français.

## Biographie
Élève de l'École des Beaux-Arts de Lyon (1915), il entre dans l'armée française en 1920. En février 1928, il voyage en Italie avec Pierre Pelloux puis s'installe rue Vauquelin à Paris où il accueille le jeune Jean-Albert Carlotti.  
Membre des Nouveaux, il expose de 1927 à 1929 au Salon des indépendants des portraits et des compositions. 
Durant l'été 1967 il fait découvrir l'Ardèche au sculpteur Michel Sima.